# Aphaniotis
Aphaniotis – rodzaj jaszczurek z podrodziny Draconinae w obrębie rodziny agamowatych (Agamidae).

## Zasięg występowania
Rodzaj obejmuje gatunki występujące w Azji Południowo-Wschodniej.

## Systematyka

### Etymologia
Aphaniotis (Aphaniotus): gr. αφανης aphanēs „niewidoczny, niewidzialny”, od negatywnego przedrostka α- a-; φαινω phainō „pokazywać”; -ωτις -ōtis „-uchy”, od ους ous, ωτος ōtos „ucho”.

### Podział systematyczny
Do rodzaju należą następujące gatunki:
- Aphaniotis acutirostris Modigliani, 1889
- Aphaniotis fusca (Peters, 1864)
- Aphaniotis ornata (Lidth de Jeude, 1893)